# Фуксова група
Фуксова група — дискретна підгрупа групи PSL(2,R). Групу {\displaystyle \mathrm {PSL} (2,\mathbb {R} )} можна розглядати як групу рухів гіперболічної площини або конформні відображення одиничного диска, або конформні відображення верхньої півплощини. Відповідно, фуксову групу можна розглядати як групу, що діє на будь-якому з цих просторів. В інших трактуваннях фуксову групу визначають як групу зі скінченним числом генераторів або як підгрупу {\displaystyle \mathrm {PGL} (2,\mathbb {R} )}, що містить елементи, які зберігають орієнтацію. Також прийнятне визначення фуксової групи як кляйнової (дискретна група PSL(2,C)), яка спряжена з підгрупою групи {\displaystyle \mathrm {PSL} (2,\mathbb {R} )}.
Фуксові групи використовують для створення фуксової моделі ріманових поверхонь. У цьому випадку групу можна назвати групою фуксової поверхні. У певному сенсі фуксові групи роблять для неевклідової геометрії те саме, що кристалографічні групи роблять для евклідової геометрії. Деякі малюнки Ешера побудовано на основі фуксових груп (для дискової моделі гіперболічної геометрії).
Загальні фуксові групи першим вивчав Анрі Пуанкаре, зацікавившись статтею Лазаруса Фукса, від чийого імені й походить назва.

## Фуксові групи на верхній півплощині
Нехай {\displaystyle \mathbb {H} =\{z\in \mathbb {C} :\mathrm {Im} (z)>0} — верхня напівплощиною. Тоді {\displaystyle \mathbb {H} } є моделлю гіперболічної площини, яка має метрику
{\displaystyle ds={\frac {1}{y}}{\sqrt {dx^{2}+dy^{2}}}.}
Група PSL(2,R) діє над {\displaystyle \mathbb {H} } дробово-лінійним перетворенням (яке відоме як перетворення Мебіуса):
{\displaystyle {\begin{pmatrix}a&b\\c&d\end{pmatrix}}\cdot z={\frac {az+b}{cz+d}}.}
Ця дія ефективна та фактично {\displaystyle \mathrm {PSL} (2,\mathbb {R} )} ізоморфна групі {\displaystyle \mathbb {H} } усіх рухів, що зберігають орієнтацію.
Фуксову групу {\displaystyle \Gamma } можна визначити як підгрупу групи {\displaystyle \mathrm {PSL} (2,\mathbb {R} )}, яка діє розривно на {\displaystyle \mathbb {H} }. Тобто
- Для будь-якого z в {\displaystyle \mathbb {H} } орбіти {\displaystyle {\Gamma }z=\{{\gamma }z\colon \gamma \in \Gamma \}} не мають граничних точок у {\displaystyle \mathbb {H} }.

Еквівалентне визначення — група {\displaystyle \Gamma } фуксова, коли {\displaystyle \Gamma } дискретна. Це означає, що:
- будь-яка послідовність {\displaystyle \{\gamma _{n}\}} елементів {\displaystyle \Gamma }, що збігається до тотожного елемента в звичайній топології поточкової збіжності, зрештою константна, тобто є ціле число N, таке, що для будь-якого n > N, {\displaystyle \gamma _{n}=E}, де E — одинична матриця.

Хоча розривність і дискретність еквівалентні в даному випадку, це хибне для довільних груп конформних гомеоморфізмів, що діють на повній сфері Рімана (на противагу {\displaystyle \mathbb {H} }). Більш того, фуксова група {\displaystyle \mathrm {PSL} (2,\mathbb {Z} )} дискретна, але має граничні точки на дійсній прямій Im z = 0 — елементи {\displaystyle \mathrm {PSL} (2,\mathbb {Z} )} матимуть z = 0 для будь-якого раціонального числа, а раціональні числа {\displaystyle \mathbb {Q} } щільні в {\displaystyle \mathbb {R} }.

## Основне визначення
Дробово-лінійне перетворення, визначене матрицею з {\displaystyle \mathrm {PSL} (2,\mathbb {C} )}, зберігає сферу Рімана {\displaystyle \mathbf {P} ^{1}(\mathbb {C} )=\mathbb {C} \cup \infty }, але посилає верхню півплощину {\displaystyle \mathbb {H} } у деякий відкритий диск {\displaystyle \Delta }. Перетворення, спряжене з таким перетворенням, посилає дискретну підгрупу {\displaystyle \mathrm {PSL} (2,\mathbb {R} )} у дискретну підгрупу групи {\displaystyle \mathrm {PSL} (2,\mathbb {C} )}, зберігаючи {\displaystyle \Delta }.
Це зумовлює таке визначення фуксової групи. Нехай {\displaystyle \Gamma \subset \mathrm {PSL} (2,\mathbb {C} )} діє інваріантно на свій відкритий диск {\displaystyle \Delta \subset \mathbb {C} \cup \infty }, тобто, {\displaystyle \Gamma (\Delta )=\Delta }. Тоді {\displaystyle \Gamma } є фуксовою тоді й лише тоді, коли виконується будь-яка з таких еквівалентних властивостей:
1. {\displaystyle \Gamma } є дискретною групою (з урахуванням стандартної топології на {\displaystyle \mathrm {PSL} (2,\mathbb {C} )}).
2. {\displaystyle \Gamma } діє власне розривно[en] в кожній точці {\displaystyle z\in \Delta }.
3. множина {\displaystyle \Delta } є підмножиною області розривності {\displaystyle \Omega (\Gamma )} {\displaystyle \Gamma }.

Тобто, будь-яку з цих трьох властивостей можна використати як визначення фуксової групи, інші випливають з вибраного визначення як теореми. Поняття власної інваріантної розривної підмножини {\displaystyle \Delta } важливе. Так звана група Пікара {\displaystyle \mathrm {PSL} (2,\mathbb {Z} [i])} дискретна, але не зберігає будь-якого диска в сфері Рімана. Більш того, навіть модулярна група {\displaystyle \mathrm {PSL} (2,\mathbb {Z} )}, яка є фуксовою групою, не діє розривно на дійсній прямій. Вона має граничні точки в раціональних числах. Аналогічно, ідея, що {\displaystyle \Delta } є власною підмножиною області розривності важлива. Якщо цього немає, підгрупу називають кляйновою групою.
Зазвичай як інваріантну область {\displaystyle \Delta } беруть або відкритий одиничний диск, або верхню півплощину.

## Граничні множини
Зважаючи на дискретність дії орбіта {\displaystyle {\Gamma }z} точки z у верхній півплощині під дією {\displaystyle \Gamma } не має точок згущення у верхній півплощині. Можуть, однак, існувати граничні точки на дійсній осі. Нехай {\displaystyle \Lambda (\Gamma )} — гранична множина групи {\displaystyle \Gamma } тобто множина граничних точок {\displaystyle {\Gamma }z} для {\displaystyle z\in \mathbb {H} }. Тоді {\displaystyle \Lambda (\Gamma )\subseteq \mathbb {R} \cup \infty }. Гранична множина може бути порожньою або складатися з однієї чи двох точок, а може складатися і з нескінченного числа. В останньому випадку є два варіанти:
Фуксова група першого типу — це група, для якої гранична множина є замкненою дійсною прямою {\displaystyle \mathbb {R} \cup \infty }. Це трапляється, коли фактор-простір {\displaystyle \mathbb {H} /\Gamma } має скінченний об'єм, але є фуксові групи першого роду з нескінченним кооб'ємом.
Інакше кажуть, що фуксова група має другий тип. Еквівалентно, це група, для якої гранична множина є досконалою множиною, тобто ніде не щільною множиною на {\displaystyle \mathbb {R} \cup \infty }. Оскільки це ніде не щільна множина, то будь-яка гранична точка довільно близька до деякої відкритої множини, що не належить граничній множині. Іншими словами, гранична множина є множиною Кантора.
Тип фуксової групи не обов'язково має бути тим самим, якщо розглядати її як кляйнову групу — фактично, всі фуксові групи є кляйновими групами другого типу, оскільки їхні граничні множини (як кляйнові групи) є власними підмножинами сфери Рімана, що містяться в деякому колі.

## Приклади
Приклад фуксової групи — це модулярна група {\displaystyle \mathrm {PSL} (2,\mathbb {Z} )}. Вона є підгрупою групи {\displaystyle \mathrm {PSL} (2,R)}, що складається з дробово-лінійних перетворень
{\displaystyle {\begin{pmatrix}a&b\\c&d\end{pmatrix}}\cdot z={\frac {az+b}{cz+d}}}
де a, b, c, d — цілі числа. Фактор-простір {\displaystyle \mathbb {H} /\mathrm {PSL} (2,\mathbb {Z} )} є простором модулів еліптичних кривих.
Фуксові групи включають також групи {\displaystyle \Gamma (n)} для кожного n > 0. Тут {\displaystyle \Gamma (n)} складається з дробово-лінійних перетворень наведеного вище вигляду, де елементи матриці
{\displaystyle {\begin{pmatrix}a&b\\c&d\end{pmatrix}}}
порівнянні з елементами одиничної матриці за модулем n.
Кокомпактним прикладом є (звичайна) група трикутника (2,3,7) (за обертаннями), що містить всі фуксові групи квартики Кляйна та поверхні Макбіта, як і інші групи Гурвіца. Загальніше, будь-яка гіперболічна група фон Діка (підгрупа групи трикутника з індексом 2, відповідна рухам, що зберігають орієнтацію) є фуксовою групою.
Усі вони є фуксовими групами першого роду.
- Усі гіперболічні та параболічні циклічні підгрупи групи {\displaystyle \mathrm {PSL} (2,\mathbb {R} )} фуксові.
- Будь-яка еліптична циклічна підгрупа фуксова тоді й лише тоді, коли вона скінченна.
- Будь-яка абелева фуксова група циклічна.
- Жодна фуксова група не ізоморфна {\displaystyle \mathbb {Z} \times \mathbb {Z} }.
- Нехай {\displaystyle \Gamma } — неабелева фуксова група. Тоді нормалізатор групи {\displaystyle \Gamma } в {\displaystyle \mathrm {PSL} (2,\mathbb {R} )} фуксів.

## Метричні властивості
Якщо h — гіперболічний елемент, то довжина перенесення L дії групи у верхній півплощині пов'язана зі слідом h як {\displaystyle 2\times 2} матриці відношенням
{\displaystyle |\mathrm {tr} \;h|=2\cosh {\frac {L}{2}}.}
Аналогічна властивість має місце для систоли відповідної ріманової поверхні, якщо фуксова група не має кручення та кокомпактна.